# Вилијам Пит Старији
Вилијам Пит Старији (енгл. William Pitt, 1st Earl of Chatham; 1708-1778), познат и под именом Лорд Чатам, британски државник и политичар, који је одиграо и у спољној и у унутрашњој политици изузетно важну улогу у свом времену. Отац британског државника Вилијама Пита Млађег (1759-1806).

## Политички рад
Вилијам Пит Старији започео је политичку каријеру као члан торијевске странке британског Парламента (1735-1766). Краљ Џорџ III (1760—1820) био је веома заинтересован за јавне послове и живо је учествовао у политичком животу земље. На власти су за време његове владе били торијевци, после четири деценије непрекидне власти виговаца у првој половини 18. столећа. Краљ је користио несугласице међу члановима обе политичке партије и учврстио је своју власт преко групе политичара који су били лично њему привржени. Вилијам Пит Старији налазио се на челу парламента налазио од 1757. године. Он је успешно водио британску империјалну стратегију. Повео је Енглеску у савез са Пруском и ступио у европски империјалистички Седмогодишњи рат.  Рат је успешно окончан заузимањем Канаде и француских колонија у Индији, али је био праћен огромним ратним трошковима (државни дуг скочио је са 50 на 120 милиона фунти), што је британска влада покушала да надокнади увођењем пореза на потрошњу у тринаест америчких колонија. Ово је изазвало буру негодовања међу америчким колонистима, чији су представници поставили захтеве да нема опорезивања без представништва (у британском парламенту), што је британска влада одбила. Дужност премијера вршио је од 1766. до 1768. године, као трећи премијер за владавине краља Џорџа III. За време његовог мандата дошло је до ескалације сукоба са америчким колонијама, Питовим покушајем да у колонијама уведе порез за издржавање тамо смештених британских трупа. Био је јавни противник војне интервенције у америчким колонијама током Америчког рата за независност (1776-1781).

## Цитати
О побуни у америчким колонијама (1776)ː Господин (премијер Гренвил) нам је рекао, да је Америка тврдокорна, да је Америка скоро у отвореној побуни. Ја се, господине, радујем што се Америка одупрла. Три милиона људи, толико мртвих за свако осећање слободе да својевољно пристану на ропство, биће подобно оруђе да се робовима начине и сви остали.
О слању немачких најамника у Америку (1776)ː Помоћ најамника у коју се поуздајете је незалечива увреда за умове ваших непријатеља. Надвладати их са плаћеним синовима Отимачине и Пљачке, предати и њих и њихове поседе грабежљивости најмљене свирепости! Да сам Американац, као што сам Енглез, све док се стране трупе налазе у мојој земљи ја не бих положио оружје! Никад! Никад! Никад!
Знаменит је такође његов парламентарни говор из 1777: Ви не можете Американце победити! Оно што ви тамо шаљете сувише је много да изнуде мир, сувише мало да добију рат. Не можете учинити да вас поштују. Не можете их приморати да носе ваша одела. Само ћете у њихова срца посадити неутољиву мржњу... Ви сте, моја господо, агресори били од почетка. Понављам, агресор је ова земља. Ви сте напали њихове обале. Ви сте спалили њихове градове, опљачкали њихову земљу, објавили рат становништву, конфисковали њихове поседе, проскрибовали или утамничили њихове људе... Народ Америке гледа на овај Парламент као на узрок својој несрећи...
После успешног рата са Шпанијом, у коме је Енглеска добила Мартиник, Гранаду, Ст. Винцент, Хавану и Филипине, он је у заносу рекао: Мислиш ли да су Демостен или Темистокле грчко благо икад само за двадесет четири часа подигли за два процента? Спалићу све своје грчке и латинске књиге јер су то историје малих народа. Римљани нису освојили свет све док нису окупирали његову трећину и за то им је требало три стотине година. Ми смо савладали свет у само три кампање, и то свет не мањи од њиховог.